# Paris-Roubaix de 1967
A 65.ª edição da Paris-Roubaix teve lugar a 9 de abril de 1967 e foi vencida ao sprint pelo holandês Jan Janssen.

## Classificação final

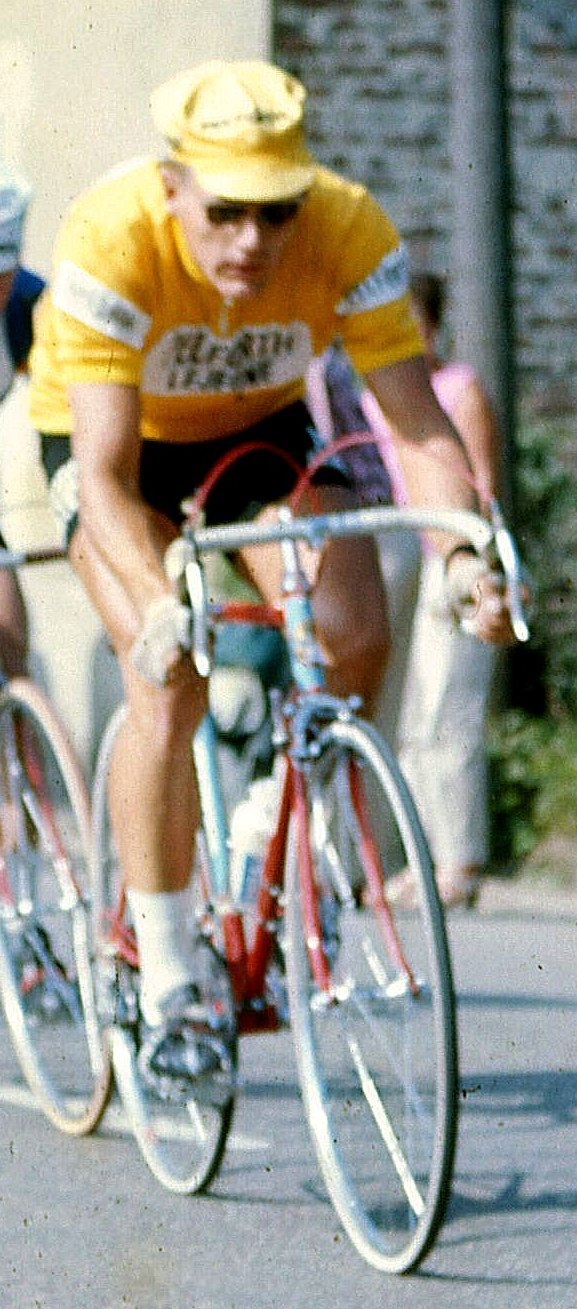
Jan Janssen ganhador desta edição

| Posição | Ciclista             | Equipa                                  | Tempo      |
| ------- | -------------------- | --------------------------------------- | ---------- |
| 1       | Jan Janssen          | Pelforth-Sauvage-Lejeune                | 7h 08' 31" |
| 2       | Rik van Looy         | Willem II-Gazelle                       | m. t.      |
| 3       | Rudi Altig           | Molteni                                 | m. t.      |
| 4       | Georges Vandenberghe | Romeo-Smiths                            | m. t.      |
| 5       | Edward Sels          | Flandria-De Clerck                      | m. t.      |
| 6       | Willy Planckaert     | Romeo-Smiths                            | m. t.      |
| 7       | Raymond Poulidor     | Mercier-BP-Hutchinson                   | m. t.      |
| 8       | Eddy Merckx          | Peugeot-BP-Michelin                     | m. t.      |
| 9       | Arthur Decabooter    | Tibetan-Groene Leeuw-Pull Over Centrale | m. t.      |
| 10      | Gianni Motta         | Molteni                                 | m. t.      |